# Aldehyd masłowy
Aldehyd masłowy, butanal – organiczny związek chemiczny z grupy aldehydów. Występuje naturalnie w niewielkich ilościach w olejkach eterycznych i roślinach.

## Otrzymywanie
Zasadniczą metodą otrzymywania aldehydu masłowego stosowaną obecnie w przemyśle jest hydroformylowanie propenu:
Stosuje się przy tym katalizatory homogeniczne będące hydrydokarbonylkami metali przejściowych, np. kompleksy hydrydokarbonylorodu(I). Tą metodą otrzymuje się mieszaninę aldehydu masłowego i aldehydu izomasłowego o czystości 90–98%. Roczna produkcja butanalu wynosi około 6,8×106 ton i opiera się głównie na powyższej metodzie.
Przed opracowaniem metody hydroformylowania najczęściej stosowana była kondensacja aldolowa aldehydu octowego do aldehydu krotonowego, a następnie jego katalityczne uwodornienie. Inną metodą, niestosowaną na skalę przemysłową, jest odwodornienie butanolu przeprowadzane w fazie gazowej z katalizatorem heterogenicznym opartym na miedzi z dodatkami cynku lub chromu. Niewielkie ilości butanalu powstają także w syntezie Fischera-Tropscha.

## Właściwości
W temperaturze pokojowej jest łatwopalną cieczą o ostrym, gryzącym zapachu, podrażnia oczy i skórę oraz układ oddechowy. Stosunkowo słabo rozpuszcza się w wodzie, natomiast miesza się z wieloma rozpuszczalnikami organicznymi. Pod wpływem śladowych ilości kwasów ulega trimeryzacji, czemu można zapobiec dodatkiem zasady (np. trietanoloaminy). W kontakcie z powietrzem łatwo ulega utlenieniu do kwasu masłowego i z tego względu wymaga przechowywania w atmosferze gazu obojętnego.

## Zastosowanie
Najważniejszą reakcją stosowaną w przemyśle jest kondensacja aldehydu masłowego z zasadowym katalizatorem, w wyniku której powstaje 2-etyloheksanal, który następnie poprzez uwodornienie przekształcany jest do 2-etyloheksanolu – związku służącego do otrzymywania ftalanu dioktylu (DOP), plastyfikatora poli(chlorku winylu) (PCW).
Stosuje się go również do otrzymywania innych związków, głównie od cztero- do ośmiowęglowych, a także gum i żywic syntetycznych.